# Agelena silvatica
Agelena silvatica är en spindelart som beskrevs av Tatyana I. Oliger 1983. Agelena silvatica ingår i släktet Agelena och familjen trattspindlar. Inga underarter finns listade i Catalogue of Life.